# Ріхард фон Гарпе
Ріхард фон Гарпе (нім. Richard von Harpe; 19 серпня 1917, Дорпат — 2 березня 1945, Балтійське море) — німецький офіцер-підводник, капітан-лейтенант крігсмаріне. Кавалер Німецького хреста в золоті.

## Біографія
Представник знатного балтійського роду. 9 жовтня 1937 року вступив на флот. З квітня 1940 року — вахтовий офіцер в 6-й флотилії мінних тральщиків. З липня 1941 року — 1-й вахтовий офіцер в 1-й флотилії мінних тральщиків. В червні-жовтні 1942 року пройшов курс підводника. З жовтня 1942 року — 1-й вахтовий офіцер на підводному човні U-108. В травні-липні 1943 року пройшов курс командира човна. З 12 липня 1943 по 19 липня 1944 року — командир U-129, на якому здійснив 3 походи (разом 276 днів у морі) і потопив 3 кораблі загальною водотоннажністю 17 362 тонни.
| Дата           | Назва корабля | Тип               | Тоннаж | Вантаж                                                                           | Екіпаж | Загинули | Країна             | Конвой |
| -------------- | ------------- | ----------------- | ------ | -------------------------------------------------------------------------------- | ------ | -------- | ------------------ | ------ |
| 4 грудня 1943  | Libertad      | Торговий пароплав | 5,441  | 8000 тонн цукру                                                                  | 43     | 25       | Куба               | KN-280 |
| 6 травня 1944  | Anadyr        | Торговий пароплав | 5,278  | 7791 тонн генеральних вантажів та державних запасів, в тому числі нафта в бочках | 53     | 6        | Британська імперія | TJ-30  |
| 11 травня 1944 | Empire Heath  | Торговий пароплав | 6,643  | Залізна руда                                                                     | 58     | 57       | Британська імперія |        |

В липні 1944 року переданий в розпорядження 2-ї флотилії. У вересні направлений на будівництво U-3519. З 6 січня 1945 року — командир U-3519. 2 березня човен підірвався на міні і затонув в Балтійському морі. 3 члени екіпажу вціліли, 75 (включаючи Гарпе) загинули.

## Звання
- Кандидат в офіцери (9 жовтня 1937)
- Морський кадет (28 червня 1938)
- Фенріх-цур-зее (1 квітня 1939)
- Оберфенріх-цур-зее (1 березня 1940)
- Лейтенант-цур-зее (1 травня 1940)
- Оберлейтенант-цур-зее (1 квітня 1942)
- Капітан-лейтенант (1 січня 1945)

## Нагороди
- Залізний хрест 2-го і 1-го класу
- Нагрудний знак підводника
- Німецький хрест в золоті (11 липня 1944)